# Carabina Mannlicher M1890
La Mannlicher M1890 era una carabina de cerrojo, diseñada por Ferdinand Mannlicher y que empleaba una nueva versión de su cerrojo lineal.

## Historia
Fue introducida como una alternativa al Mannlicher M1888, ya que era más corta y sencilla de maniobrar. Entraron en servicio tres versiones principales: carabina de Caballería, carabina de Gendarmería y fusil naval corto.

## Variantes

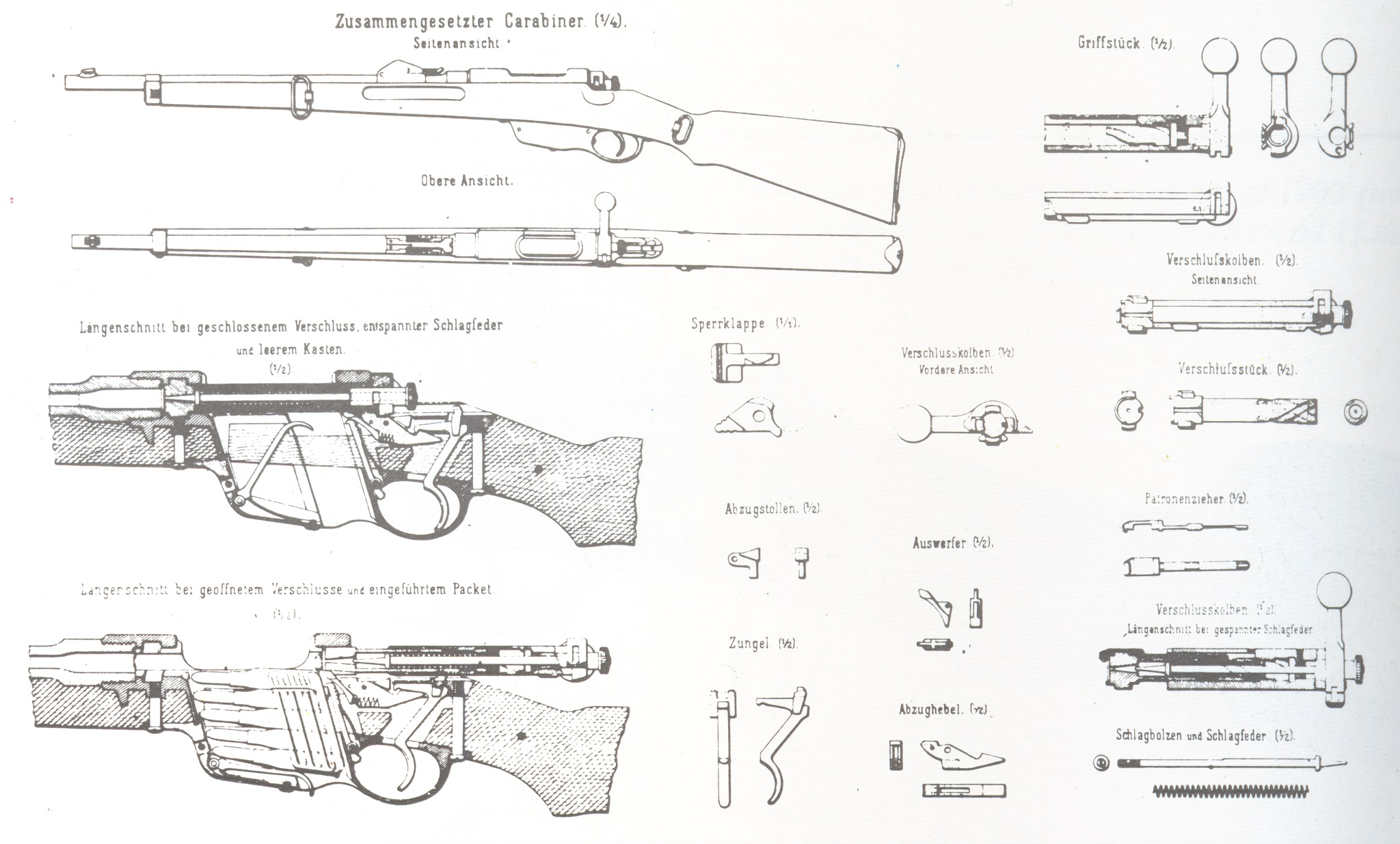
Dibujo detallado de las piezas de la Mannlicher M1890.

### Carabina de Caballería
Esta variante fue empleada por la Caballería austrohúngara. No tiene gancho de apilado, guardamanos ni riel para bayoneta.

### Tercerola (Stutzen)
Esta variante tiene armellas para la correa portafusil debajo, un gancho de apilado y riel para bayoneta. Fue empleada por la Armada austrohúngara.

### Carabina de Gendarmería
La Gendarmería austrohúngara también necesitaba una carabina. Adoptó una versión que tenía riel para bayoneta, pero sin gancho de apilado.

### Conversiones
La M90/30 fue una conversión de estas carabinas hecha en Austria. Tienen la letra S estampada sobre el cañón.
La M90/31 fue una conversión de estas carabinas hecha en Hungría. Tienen la letra H estampada sobre el cañón.

## Contrato afgano
Una pequeña cantidad de estas carabinas se hicieron para el contrato afgano; fueron ordenadas por el emir de Afganistán Abdur Rahman Khan para el Emirato de Afganistán.

## Usuarios
- Imperio austrohúngaro
- Austria
- Bulgaria[8]
- Emirato de Afganistán[7]
- España
- Hungría